# Rollag
Rollag – norweskie miasto i gmina leżąca w regionie Buskerud.
Rollag jest 225. norweską gminą pod względem powierzchni.

## Demografia
Według danych z roku 2005 gminę zamieszkuje 1441 osób. Gęstość zaludnienia wynosi 3,2 os./km². Pod względem zaludnienia Rollag zajmuje 371. miejsce wśród norweskich gmin.
| ludność stan na 1 stycznia 2005 |         |           |       |
|                                 | kobiety | mężczyźni | razem |
| osób                            | 721     | 720       | 1441  |
| %                               | 50,03%  | 49,97%    | 100%  |

| wykształcenie stan na 1 października 2004 |        |         |        |        |
|                                           | podst. | średnie | wyższe | niezn. |
| osób                                      | 243    | 726     | 182    | 11     |
| %                                         | 20,91% | 62,48%  | 15,66% | 0,95%  |

## Edukacja
Według danych z 1 października 2004:
- liczba szkół podstawowych (norw. grunnskolar): 2
- liczba uczniów szkół podst.: 196

## Władze gminy
Według danych na rok 2011 administratorem gminy (norw. rådmann) jest Hans Henrik Thune, natomiast burmistrzem (norw. ordfører, d. borgermester) jest Steinar Berthelsen.